# Cyclatemnus globosus
Cyclatemnus globosus är en spindeldjursart som beskrevs av Beier 1947. Cyclatemnus globosus ingår i släktet Cyclatemnus och familjen Atemnidae.

## Underarter
Arten delas in i följande underarter:
- C. g. globosus
- C. g. parvus